# قضية البجع
قضية البجع هي رواية إثارة-قانونية من تأليف جون غريشام، وتم نشرها في سنة 1992. تم تحويل الرواية إلى فيلم، وتم اصداره في عام 1993، وهو من بطولة جوليا روبرتس ودنزل واشنطن.

## الخلاصة
تبدأ الرواية باغتيال إثنين من قضاة المحكمة العليا للولايات المتحدة. يُقتل القاضي الليبراليّ روزينبيرغ في بيته، بينما يُقتل القاضي المحافظ جنسن في دار السينما. الظروف التي تسود مقتلهم؛ وعمليات القتل نفسها، تدهش وتحير الشعب الذي يسوده انقسام سياسي.
يبدأ الشعب بالتسائل؛ من قام بقتلهم ولماذا، في هذا الوقت؛ تقرر الشخصية الرئيسية، داربي شو؛ وهي طالبة حقوق في الجامعة، ان تبحث في سجلّات وقضايا القاضيين الذين قتلوا. تشك داربي ان الدافع وراء قتلهما قد يكون مجرد طمع شخصي، وليس سياسة. تكتب داربي ملف، وفيه تطرح تخميناتها التي تشير إلى ان عمليات الاغتيال تمت بأمر من فيكتور ماتيس؛ وهو رجل أعمال غني يعمل بالنفط، ويريد الحفر من اجل النفط في مستنقعات لويزيانا؛ التي تشكل موطن مهم لنوع مهدد بالانقراض من أنواع البجع. وقد قام هذا الرجل نفسه سابقا بالتقدم للمحكمة من اجل ان ينال الحقوق للولوج إلى الأرض وبدء الحفر بها، ومن المتوقع ان تبدأ جلسة محكمته في وقت ما بالمستقبل.
يوجد للقاضيين الذين قتلوا تاريخ الذي يشهد على دعمهما لقضايا المحافظة على البيئة -وهو الرأي السياسي المشترك الوحيد بينهما- ولهذا السبب؛ تفترض داربي ان ماتيس، الذي يوجد له أعمال مشتركة مع رئيس الدولة، اراد ان يرجح القضية لصالحه بواسطة قتل القاضيين، وبالتالي؛ يصبح الرئيس باستطاعته تعيين قضاة جدد للقضية، قضاة الذين من شأنهم ان يرجحوا الحكم لصالح صديقه.
تعرض داربي الملف، الذي يصبح معروف باسم 'ملف البجع'، للبروفيسور/مرشد/حبيبها، توماس كالاهان، الذي بدوره يريه لصديقه في واشنطن، غافين فيرهيك، وهو محام يعمل لمكتب التحقيقات الفيدرالي. كلا الرجلان يُقتلان بعد ذلك.
تلوذ داربي بالفرار وهي خائفة من أن تكون الهدف التالي. في نهاية المطاف تقوم بالاتصال لغراي غرانثام، وهو صحافي الذي يعمل لصالح الواشنطن بوست، ويبدأ الاثنان محاولة إثبات الشكوك المطروحة بملفها.
يبدأ رئيس الولايات المتحدة ورئيس الطاقم التابع له، فليتشر كول، بمحاولة إخفاء علاقاته مع ماتيس؛ الأمر الذي من شأنه ان يقوض الرئيس سياسياً. يعمل مكتب التحقيقات الفيدرالي على ان يحمي داربي والتأكد من قصتها. وبالمقابل؛ يحاول حلفاء ماتيس ان يقتلوها من اجل إخفاء الإتهامات.
في النهاية تتوضح المسألة بأكملها. يجد غرانثام شريط فيديو من محام الذي يدعو نفسه "غارسيا"، ويجد أيضاً وثيقة التي تبين تورط شركة غارسيا التي كانت بعلاقة عمل مع ماتيس. مع هذا الإثبات في متناول يده؛ يذهب غرانثام وداربي إلى رئيس التحرير في صحيفة مشهورة. تنشر القصة في العدد التالي من الصحيفة مع صور لكول وماتيس في الصفحة الأولى. يذهب رئيس مكتب التحقيقات الفيدرالي دينتون فويلز لمنزل كول باكراً في الصباح ويواجهه بخصوص هذه الاتهامات.
تخرج داربي من البلاد لجزيرة في الكاريبي. تنتهي القصة بانضمام غرانثام لداربي في هذه الجزيرة.